# هيديوكي نوزاوا
هيديوكي نوزاوا (باليابانية: 野沢 英之) (15 أغسطس 1994 في واكو في اليابان – )؛ هو لاعب كرة قدم ياباني سابق كان يلعب كلاعب وسط.

## وصلات خارجية
- هيديوكي نوزاوا على موقع الاتحاد الدولي (مؤرشف)  (الإنجليزية)
- هيديوكي نوزاوا على موقع رابطة كرة القدم اليابانية للمحترفين (اليابانية)
- هيديوكي نوزاوا على موقع إي إس بي إن إف سي (الإنجليزية)
- هيديوكي نوزاوا على موقع قاعدة بيانات كرة القدم.إي يو (الإنجليزية)
- هيديوكي نوزاوا على موقع Soccerway.com (الإنجليزية)
- هيديوكي نوزاوا على موقع عالم كرة القدم.نت (الإنجليزية)
- هيديوكي نوزاوا على موقع كووورة